# Phidippus vexans
Phidippus vexans är en spindelart som beskrevs av Edwards 2004. Phidippus vexans ingår i släktet Phidippus och familjen hoppspindlar. Inga underarter finns listade i Catalogue of Life.